# Wladislas Grabkowiack
Wladislas Grabkowiack est un footballeur français né le 18 janvier 1927 à Mancieulles (Meurthe-et-Moselle) et mort le 6 avril 2008 à Hayange (Moselle). Ce milieu de terrain a effectué l'intégralité de sa carrière professionnelle au FC Metz.

## Biographie
Il effectue l'intégralité de sa carrière au FC Metz, club avec lequel il dispute 155 matchs en Division 1.

## Carrière
- 1947–1958 :  FC Metz[1]